# Asociación Herpetológica Española
La Asociación Herpetológica Española es una asociación científica española dedicada a la herpetología fundada en Madrid en 1984, en el Museo Nacional de Ciencias Naturales. Su ámbito de acción va más allá de la propia España, realizando trabajos en otros países: Marruecos, Portugal, Sáhara Occidental, Uruguay, etc.
La AHE organiza diversas actividades destinadas a la investigación y divulgación científica (congresos, programas de conservación), y también edita de manera periódica tres publicaciones.